# Chamousset
Chamousset ist eine französische Gemeinde mit 615 Einwohnern (Stand: 1. Januar 2022) im Arrondissement Chambéry, im Département Savoie und in der Region Auvergne-Rhône-Alpes. Die Gemeinde gehört zum Kanton Saint-Pierre-d’Albigny. 

## Geographie
Chamousset liegt etwa 22 Kilometer ostsüdöstlich von Chambéry an der Isère und der Einmündung des Arc. Umgeben wird Chamousset von den Nachbargemeinden Fréterive im Norden, Aiton im Osten und Nordosten, Bourgneuf im Süden und Südosten, Châteauneuf im Süden und Westen sowie Saint-Pierre-d’Albigny im Westen und Nordwesten.

## Bevölkerungsentwicklung
| Jahr                       | 1962 | 1968 | 1975 | 1982 | 1990 | 1999 | 2006 | 2018 |
| Einwohner                  | 241  | 262  | 303  | 321  | 373  | 383  | 502  | 587  |
| Quellen: Cassini und INSEE |      |      |      |      |      |      |      |      |

## Sehenswürdigkeiten
- Kirche Saint-Maurice, seit 1950 Monument historique
- Ruinen der Burg Chamousset

## Weblinks

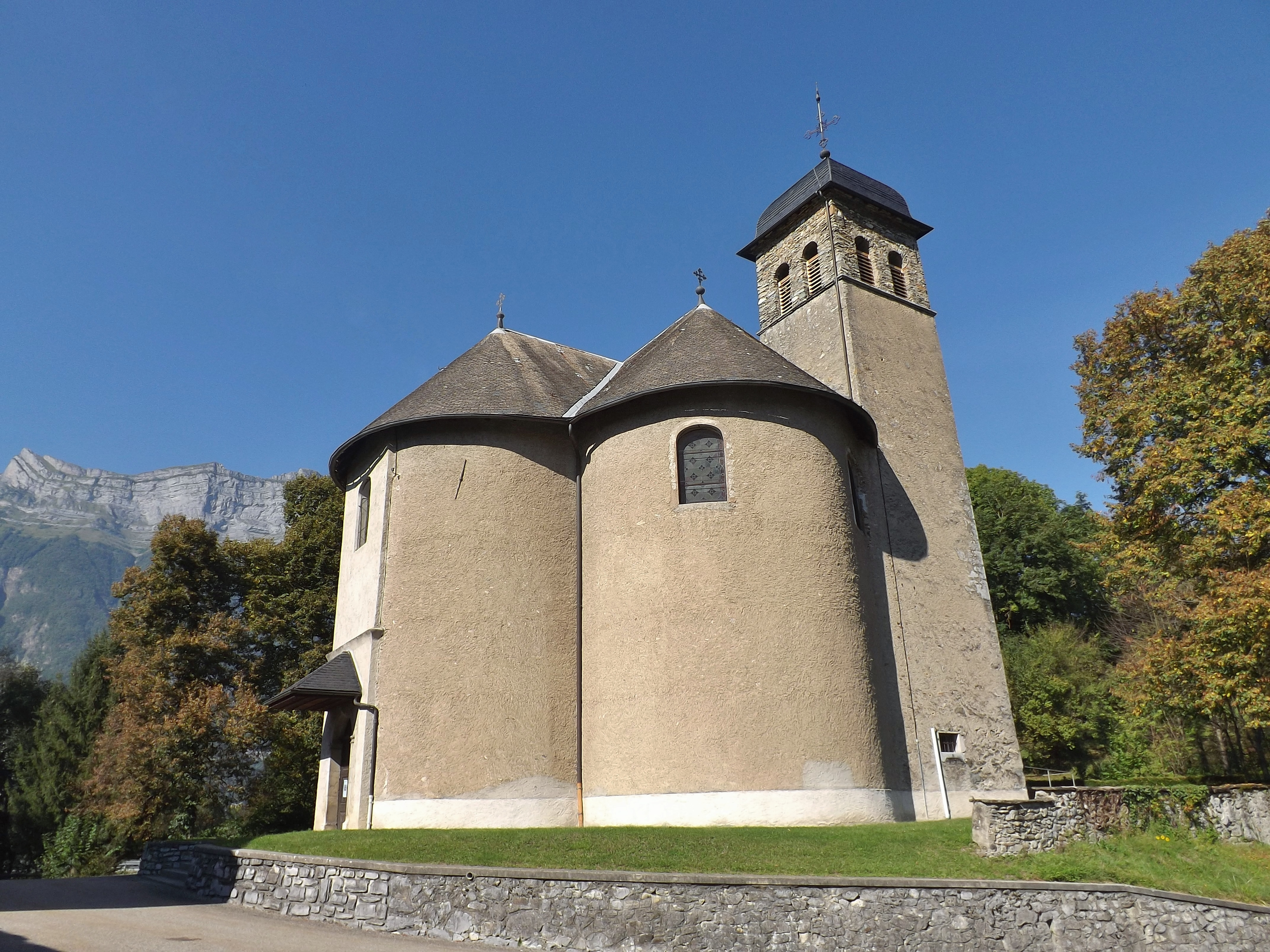
Kirche Saint-Maurice